# Guillermo Mendizábal
Guillermo Mendizábal Sánchez, né le 8 octobre 1954 à Mexico au Mexique, est un joueur de football international mexicain, qui évoluait au poste de milieu de terrain, avant de devenir ensuite entraîneur.

## Biographie

### Carrière de joueur

#### Carrière en club
Il dispute près de 400 matchs en première division mexicaine avec les clubs de Cruz Azul, du Tecos UAG, et du Chivas de Guadalajara.
Il joue également 29 matchs en deuxième division espagnole avec le club du Rayo Vallecano.
Il remporte trois titres de champion du Mexique (deux avec Cruz Azul et un avec les Chivas de Guadalajara).

#### Carrière en équipe nationale
Il joue 22 matchs en équipe du Mexique, inscrivant trois buts, entre 1978 et 1981.
Il figure dans le groupe des sélectionnés lors de la Coupe du monde de 1978. Lors du mondial organisé en Argentine, il joue trois matchs : contre la Tunisie, l'Allemagne, et la Pologne.
Il inscrit un but lors des éliminatoires du mondial 1982.

## Palmarès
| Cruz Azul \| - Championnat du Mexique (5) : - Champion : 1971-72, 1972-73, 1973-74, 1978-79 et 1979-80. - Vice-champion : 1979-80 et 1980-81. - Coupe du Mexique : - Finaliste : 1973-74. \| \| - Supercoupe du Mexique (1) : - Vainqueur : 1974. - Finaliste : 1972. \| |  | Chivas de Guadalajara - Championnat du Mexique (1) : - Champion : 1986-87. |
| - Championnat du Mexique (5) : - Champion : 1971-72, 1972-73, 1973-74, 1978-79 et 1979-80. - Vice-champion : 1979-80 et 1980-81. - Coupe du Mexique : - Finaliste : 1973-74.                                                                                             |  | - Supercoupe du Mexique (1) : - Vainqueur : 1974. - Finaliste : 1972.      |